# Padergnone
Padergnone – miejscowość i gmina we Włoszech, w regionie Trydent-Górna Adyga, w prowincji Trydent.
Według danych na rok 2004 gminę zamieszkiwało 581 osób, 193,7 os./km².
1 stycznia 2016 gmina została zlikwidowana.